# Alessia Trost
Alessia Trost (ur. 8 marca 1993 w Pordenone) – włoska lekkoatletka specjalizująca się w skoku wzwyż.
W 2009 zwyciężyła w trzech najważniejszych imprezach w swojej kategorii wiekowej: mistrzostwach świata kadetów, europejskim festiwalu młodzieży oraz gimnazjadzie. Trost nie ma sobie równych wśród rówieśniczek, z powodzeniem rywalizuje także ze starszymi zawodniczkami, w latach 2006–2010 zanotowała serię 24 wygranych konkursów z rzędu. W 2010 została wicemistrzynią igrzysk olimpijskich młodzieży, a rok później była czwarta na juniorskich mistrzostwach Europy. Mistrzyni świata juniorek z 2012. W 2013 zajęła 4. miejsce na halowych mistrzostwach Starego Kontynentu oraz sięgnęła po złoty medal młodzieżowych mistrzostw Europy. W 2015 zdobyła srebrny medal halowego czempionatu Europy w Pradze oraz sięgnęła po swoje drugie złoto mistrzostw Europy do lat 23. Siódma zawodniczka halowych mistrzostw świata oraz szósta europejskiego czempionatu w Amsterdamie (2016). W tym samym roku zajęła 5. miejsce podczas igrzysk olimpijskich w Rio de Janeiro. Brązowa medalistka halowych mistrzostw świata z Birmingham (2018).
Stawała na podium mistrzostw Włoch w hali i na stadionie w różnych kategoriach wiekowych oraz reprezentowała swój kraj w meczach międzypaństwowych.
Rekordy życiowe: hala – 2,00 (29 stycznia 2013, Trzyniec); stadion – 1,98 (13 lipca 2013, Tampere).

## Osiągnięcia
| Rok  | Impreza                                                    | Miejsce          | Lokata            | Wynik |
| ---- | ---------------------------------------------------------- | ---------------- | ----------------- | ----- |
| 2009 | Mistrzostwa świata juniorów młodszych                      | Tyrol Południowy | 2. miejsce        | 1,87  |
| 2009 | Letni festiwal młodzieży Europy                            | Tampere          | 1. miejsce        | 1,85  |
| 2009 | Gimnazjada                                                 | Doha             | 1. miejsce        | 1,89  |
| 2010 | Kwalifikacje europejskie do igrzysk olimpijskich młodzieży | Moskwa           | 2. miejsce        | 1,84  |
| 2010 | Igrzyska olimpijskie młodzieży                             | Singapur         | 2. miejsce        | 1,86  |
| 2011 | Mistrzostwa Europy juniorów                                | Tallinn          | 4. miejsce        | 1,85  |
| 2012 | Mistrzostwa świata juniorów                                | Barcelona        | 1. miejsce        | 1,91  |
| 2013 | Halowe mistrzostwa Europy                                  | Göteborg         | 4. miejsce        | 1,92  |
| 2013 | Superliga drużynowych mistrzostw Europy                    | Gateshead        | 2. miejsce        | 1,92  |
| 2013 | Młodzieżowe mistrzostwa Europy                             | Tampere          | 1. miejsce        | 1,98  |
| 2013 | Mistrzostwa świata                                         | Moskwa           | 7. miejsce        | 1,93  |
| 2014 | Mistrzostwa Europy                                         | Zurych           | 9. miejsce        | 1,90  |
| 2015 | Halowe mistrzostwa Europy                                  | Praga            | 2. miejsce        | 1,97  |
| 2015 | Superliga drużynowych mistrzostw Europy                    | Czeboksary       | 8. miejsce        | 1,94  |
| 2015 | Młodzieżowe mistrzostwa Europy                             | Tallinn          | 1. miejsce        | 1,90  |
| 2016 | Halowe mistrzostwa świata                                  | Portland         | 7. miejsce        | 1,93  |
| 2016 | Mistrzostwa Europy                                         | Amsterdam        | 6. miejsce        | 1,89  |
| 2016 | Igrzyska olimpijskie                                       | Rio de Janeiro   | 5. miejsce        | 1,93  |
| 2017 | Superliga drużynowych mistrzostw Europy                    | Lille            | 3. miejsce        | 1,94  |
| 2017 | Mistrzostwa świata                                         | Londyn           | el. – 19. miejsce | 1,89  |
| 2018 | Halowe mistrzostwa świata                                  | Birmingham       | 3. miejsce        | 1,93  |
| 2018 | Mistrzostwa Europy                                         | Berlin           | 8. miejsce        | 1,91  |
| 2019 | Halowe mistrzostwa Europy                                  | Glasgow          | el. – 18. miejsce | 1,85  |
| 2019 | Superliga drużynowych mistrzostw Europy                    | Bydgoszcz        | 3. miejsce        | 1,94  |
| 2019 | Mistrzostwa świata                                         | Doha             | el. – 14. miejsce | 1,92  |
| 2021 | Halowe mistrzostwa Europy                                  | Toruń            | 6. miejsce        | 1,92  |
| 2021 | Superliga drużynowych mistrzostw Europy                    | Chorzów          | 2. miejsce        | 1,91  |
| 2021 | Igrzyska olimpijskie                                       | Tokio            | el. – 20. miejsce | 1,90  |